# Homosexualitet och buddhism

Buddhistisk regnbågsflagga.

Inom buddhismen finns det stor variation i hur man förhåller sig till homosexualitet. Det styrs oftast av de samhälleliga normer och traditioner där buddhismen utövas. Buddhismen är uppdelad i flera riktningar och det finns ingen gemensam syn på homosexualitet som gäller samtliga riktningar.

## Asiatisk buddhism

### Vajrayana
Dalai lama, en religiös ledare inom gelug, sade i slutet av 1990-talet att homosexualitet är olämplig men inte fel. Orsaken till detta var enligt Dalai lama att man inte använder sina könsorgan på ett lämpligt sätt om man är homosexuell. Senare har han dock varit öppen med att se vissa buddhistiska texter i en historisk kontext. 2014 sade Dalai Lama att ett samkönat äktenskap är "OK" så långt som ens egen religion accepterar det. I samma intervju med Larry King sade han också att diskriminera andra på grund av sexuell läggning är oacceptabelt..
2020 sade en bhutanesisk lama, Dzongsar Jamyang Khyentse Rinpoche, att eftersom de buddhistiska texterna inte bedömer sex i allmänhet, utan bara sexuellt missbruk, borde sexuell läggning inte vara ett problem. Han påpekade också att Bhutan behövde avkriminalisera homosexualitet för att de gamla lagar, som förbjuder det, kommer från indisk lagstiftning som i sin tur kommer från britterna. Bhutan avkriminaliserade homosexualiteten i december 2020.

### Theravada
Enligt de regler (vinaya) som munkar inom theravadabuddhismen lever enligt, är det förbjudet för munkar och nunnor att ha sexuella relationer, inklusive homosexuella. För lekmän inom theravada, som istället följer de fem träningsreglerna är det istället förbjudet med "sexuell misskötsel". I tidiga buddhistiska texter har bland annat otrohet och sex med gifta kvinnor beskrivits som sexuell misskötsel. I theravadas skriftkanon, Palikanonen, finns dock inga direkta omnämnanden av homosexualitet.
Sex mellan två vuxna och samtyckande män blev lagligt i Thailand 1956. Homosexuella män kan bli munkar precis på samma villkor som heterosexuella. Theravadamunken Ajahn Brahm menar att Buddha aldrig gjorde någon skillnad mellan människor med olika sexuella läggningar. Inom mer konservativa kretsar betraktas homosexualitet som ett straff - en person född som homosexuell anses vara det på grund av dålig karma från tidigare liv.

### Mahayana
I zen görs ingen skillnad mellan homosexuella och heterosexuella. Av etisk vikt är att undvika att skada, utnyttja eller manipulera andra, oberoende av sexuell läggning.

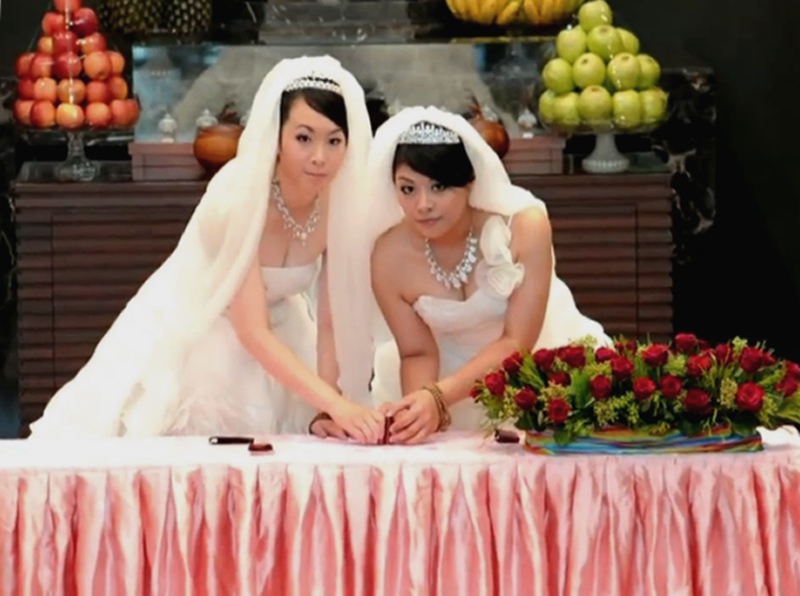
Ett buddhistiskt bröllop av ett samkönat par i Taiwan.

I Taiwan har munken Hsing Yun sagt att buddhister inte bör vara intoleranta mot homosexuella. Hsing är en av de mest inflytelserika lärarna inom den moderna kinesiska buddhismen och grundaren till Fo Guang Shan. Taiwan är det enda landet i Asien där ett samkönat äktenskap är lagligt sedan 2019.
2017 deltog Jogye-orden, en av de största och tidigaste buddhistiska riktningarna i Sydkorea, officiellt i Korea Queer Culture Festival för första gången..

## Buddhism i västvärlden

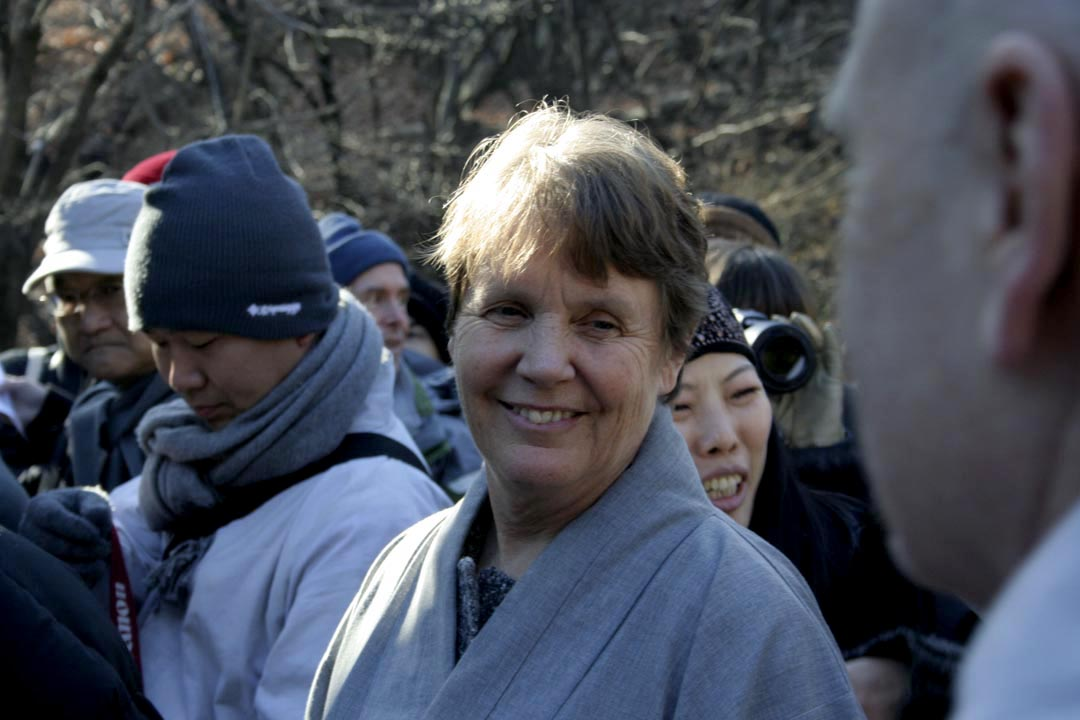
Soeng Hyang 2007.

Inom sådana samhällen i västvärlden där homosexualitet tillåts i högt grad, är också de lokala buddhisterna ganska tillåtande mot den. Till exempel zenmästaren Soeng Hyang, ledare för Kwan Um School of Zen i USA, är i ett samkönat förhållande med en kvinna.
I Australien tog den lokala buddhistiska takorganisationen ställning för att legalisera samkönat äktenskap år 2012.
Europeiska Buddhistiska Unionen har ett eget nätverk (Rainbow Sangha) för alla sexuella minoriteter. Dess syfte är att samla ihop alla som är intresserade av sexuella minoriteter och buddhism, och kämpa mot det så kallade omvändelseterapin..